# Peperomia columnaris
Peperomia columnaris là một loài thực vật có hoa trong họ Hồ tiêu. Loài này được Hutchison miêu tả khoa học đầu tiên.